# Chalo-Saint-Mars
Chalo-Saint-Mars è un comune francese di 1 158 abitanti situato nel dipartimento dell'Essonne nella regione dell'Île-de-France.
A Chalo-Saint-Mars è sepolto Jérôme Lejeune, genetista di fama mondiale, scopritore della causa genetica della Sindrome di Down ed inventore della genetica medica.

## Società

### Evoluzione demografica
Abitanti censiti